# Louis de Le Hoye
Louis Joseph Ghislain de Le Hoye (Namen, 5 oktober 1786 - Nijvel, 24 november 1863) was een Belgisch magistraat en volksvertegenwoordiger.

## Biografie

### Familie
Louis de Le Hoye was een telg uit de familie de Le Hoye. Hij was een zoon van jurist François de Le Hoye (1756-1819) en Caroline de Cartier. Hij trouwde in 1816 in Nijvel met Pauline de Prelle de la Nieppe (1795-1853), dochter van Bernard de Prelle de la Nieppe, gemeenteraadslid van Nijvel. Ze kregen twee zoons en een dochter.
- Émile de Le Hoye (1818-1894), raadsheer in het hof van beroep van Brussel, trouwde in 1851 in Overijse met zijn nicht Mathilde de Le Hoye (1824-1952). Ze kregen een zoon die jong overleed. Hij hertrouwde in 1855 in Brussel met haar zus Louise de Le Hoye (1822-1873). Ze kregen acht kinderen, met afstammelingen tot heden.
- Julie de Le Hoye (1822-1865), trouwde in 1849 in Nijvel met jhr. René de Lalieux (1822-1905). Ze kregen een zoon, jhr. Émile de Lalieux de La Rocq, burgemeester van Nijvel en volksvertegenwoordiger, en een dochter, met afstammelingen tot heden. Ze waren de schoonouders van Paul de Gerlache, gouverneur van Luxemburg.
- Léon de Le Hoye (1835-1882), trouwde in 1873 in Nijvel met Adèle de Burlet (1848-1930), zus van jhr. Jules de Burlet, volksvertegenwoordiger, senator premier en minister van Staat, en jhr. Constantin de Burlet, directeur-generaal van de Nationale Maatschappij van Buurtspoorwegen en burgemeester van Baulers. Ze kregen twee zoons en twee dochters, met afstammelingen tot heden.

Louis de Le Hoye verkreeg adelserkenning in 1825.

### Loopbaan
De Le Hoye was licentiaat in de rechten (1809) na studies aan de École de droit in Brussel en werd advocaat in Nijvel en vervolgens magistraat:
- plaatsvervangend rechter in Nijvel (1811),
- rechter in Charleroi (1815),
- rechter bij de rechtbank van eerste aanleg van Nijvel (1817-1831),
- voorzitter van de rechtbank van eerste aanleg van Nijvel (1831-1863).

In 1814 werd hij gemeenteraadslid van Nijvel. Hij was ook van 1833 tot 1853 bestuurslid van de Berg van Barmhartigheid van Nijvel.
In 1836 werd De Le Hoye verkozen tot liberaal volksvertegenwoordiger voor het arrondissement Nijvel. Hij oefende dit mandaat uit tot in 1837.